# Liste der Ministerien in Chile
Diese Liste beinhaltet die Ministerien der Regierung in Chile. 
| Logo | Ministerium                                                      | Ministerium                                                  | Amtssitz | Gründung |
| ---- | ---------------------------------------------------------------- | ------------------------------------------------------------ | -------- | -------- |
|      | Ministerium für Inneres                                          | Ministerio del Interior                                      |          | 1812     |
|      | Außenministerium                                                 | Ministerio de Relaciones Exteriores                          |          | 1812     |
|      | Verteidigungsministerium                                         | Ministerio de Defensa Nacional                               |          | 1811     |
|      | Finanzministerium                                                | Ministerio de Hacienda                                       |          | 1817     |
|      | Ministerium für Öffentliche Sicherheit                           | Ministerio de Seguridad Pública                              |          | 2025     |
|      | Präsidialamt                                                     | Ministerio Secretaría General de la Presidencia              |          | 1990     |
|      | Regierungsamt                                                    | Ministerio Secretaría General de Gobierno                    |          | 1932     |
|      | Ministerium für Wirtschaft, Entwicklung und Tourismus            | Ministerio de Economía, Fomento y Turismo                    |          | 1941     |
|      | Ministerium für soziale Entwicklung und Familie                  | Ministerio de Desarrollo Social y Familia                    |          | 1967     |
|      | Bildungsministerium                                              | Ministerio de Educación                                      |          | 1927     |
|      | Ministerium für Justiz und Menschenrechte                        | Ministerio de Justicia y Derechos Humanos                    |          | 1837     |
|      | Ministerium für Arbeit und Soziales                              | Ministerio del Trabajo y Previsión Social                    |          | 1932     |
|      | Ministerium für Öffentliche Bauten                               | Ministerio de Obras Públicas                                 |          | 1887     |
|      | Gesundheitsministerium                                           | Ministerio de Salud                                          |          | 1924     |
|      | Ministerium für Wohnen und Stadtentwicklung                      | Ministerio de Vivienda y Urbanismo                           |          | 1965     |
|      | Landwirtschaftsministerium                                       | Ministerio de Agricultura                                    |          | 1924     |
|      | Bergbauministerium                                               | Ministerio de Minería                                        |          | 1953     |
|      | Ministerium für Verkehr und Telekommunikation                    | Ministerio de Transportes y Telecomunicaciones               |          | 1974     |
|      | Ministerium für öffentliche Güter                                | Ministerio de Bienes Nacionales                              |          | 1929     |
|      | Energieministerium                                               | Ministerio de Energía                                        |          | 2010     |
|      | Umweltministerium                                                | Ministerio del Medio Ambiente                                |          | 2010     |
|      | Sportministerium                                                 | Ministerio del Deporte                                       |          | 2013     |
|      | Ministerium für Frauen und Gleichstellung                        | Ministerio de la Mujer y la Equidad de Género                |          | 2015     |
|      | Ministerium für Kultur, Kunst und Kulturerbe                     | Ministerio de las Culturas, las Artes y el Patrimonio        |          | 2018     |
|      | Ministerium für Wissenschaft, Technologie, Wissen und Innovation | Ministerio de Ciencia, Tecnología, Conocimiento e Innovación |          | 2018     |